# Cal Riera de Cererols
Cal Riera de Cererols és una masia ubicada al mateix barri de Cererols (Súria). Antigament la casa era coneguda com a Can Vil·la. Els documents han permès fer la confrontació dels dos noms. És una de les poques masies que no ha conservat el nom original. Presenta un cos antic de carreu i un cos annex de totxo (de construcció recent), i està tota ella bastant arreglada (totes les llindes de portes i finestres són de totxo). La part antiga obeeix a un esquema basilical, cobert a dues aigües. Té planta baixa i dos pisos. La construcció de totxo, més recent, és adossada a l'antiga, i consta de planta baixa i terrassa. S'hi accedeix des del pis principal de la masia, fet que ha motivat la transformació de finestres en portes.